# Třída Flutto
Třída Flutto byla třída pobřežních ponorek italského královského námořnictva. Celkem byla objednána stavba 48 ponorek této třídy. Rozděleny byly do tří sérií po 12, 24 a 12 jednotkách. Plné realizaci programu zabránila italská kapitulace. Celkem se podařilo 27 ponorek rozestavět a z nich devět dokončit. Ve službě v italském námořnictvu byly v letech 1942–1972. Účastnily se bojů druhé světové války. Šest jich bylo za války ztraceno. Část ponorek po italské kapitulaci ukořistilo Německo, ani jednu však nedokázalo zařadit do služby. Po jedné po válce získala Jugoslávie a Sovětský svaz.

## Stavba
Ponorky představovaly zvětšený derivát italských 600tunových pobřežních ponorek. V jejich konstrukci byly využity zkušeností z válečného nasazení italských ponorek. Do jejich stavby se zapojily italské loděnice Cantieri Riuniti dell'Adriatico (CRDA) v Monfalcone, Tosi v Tarentu a OTO v Muggiano. V letech 1941–1943 byla zahájena stavba 12 ponorek první série (Typ 1). Z nich se loděnicím podařilo osm dokončit. Dále bylo objednáno 24 ponorek druhé série (Typ 2). V letech 1942–1943 se podařilo zahájit stavbu 15 z nich, do konce války nebyla dokončena ani jedna. Po válce byla dokončena pouze ponorka Pietro Calvi (ex Bario). Stavba devíti ponorek druhé série (Amianto, Cadmio, Magnesio, Mercurio, Oro, Ottone, Rutenio, Tridio a Vanadio) byla zrušena ještě před založením kýlu. Nakonec bylo objednáno 12 jednotek třetí série (Typ 3). V jejich případě nebyla stavba zahájena ani u jedné.
Jednotky třídy Flutto:
| Jméno                   | Loděnice    | Podtřída | Založení kýlu | Spuštěna                         | Vstup do služby   | Poznámky |
| ----------------------- | ----------- | -------- | ------------- | -------------------------------- | ----------------- | --- |
| Cernia                  | Tosi        | Typ 1    | 1943          | –                                | –                 | Stavba zrušena 1944. |
| Dentice                 | Tosi        | Typ 1    | 1943          | –                                | –                 | Stavba zrušena 1944. |
| Flutto                  | CRDA        | Typ 1    | 1941          | 19. listopadu 1942               | březen 1943       | Dne 11. července 1943 v Messinské úžině potopena britskými torpédovými čluny MTB640, MTB651 a MTB670. |
| Gorgo                   | CRDA        | Typ 1    | 1941          | 31. ledna 1942                   | listopad 1942     | Dne 21. května 1943 u alžírského pobřeží potopena americkým torpédoborcem USS Nields. |
| Grongo                  | OTO         | Typ 1    | 1942          | 6. května 1943                   | –                 | Dne 9. září 1943 potopena v La Spezia, aby nebyla ukořistěna. Němci byla vyzvednuta a označena UIT20. Později potopena spojeneckým letectvem. |
| Marea                   | CRDA        | Typ 1    | 1941          | 10. prosince 1942                | květen 1943       | Roku 1949 získána Sovětským svazem v rámci reparací. Zařazena 6. února 1949 jako I-41 (později S-41). Vyřazena 1956. |
| Murena                  | OTO         | Typ 1    | 1942          | 11. dubna 1943                   | srpen 1943        | Dne 9. září 1943 potopena v La Spezia, aby nebyla ukořistěna. Němci byla vyzvednuta a označena UIT16. Později potopena spojeneckým letectvem. |
| Nautilo                 | CRDA        | Typ 1    | 1942          | 20. března 1943                  | červenec 1943     | Dne 10. září 1943 potopena v Benátkách, aby nebyla ukořistěna. Němci byla vyzvednuta a označena UIT19. Později v Pule potopena spojeneckým letectvem. Vyzvednuta Jugoslávií, opravena a roku 1949 zařazena jako Sava. Roku 1958 převedena k výcviku. Vyřazena 1971. Vyřazenou ponorku koupil 22letý milovník Beatles Pero Miljković. Přemaloval ji na žluto a v Mokošici (část Dubrovníku) v ní otevřel plovoucí restauraci „Žlutá ponorka“. Roku 1974 ponorku prodal. |
| Sparide                 | OTO         | Typ 1    | 1942          | 21. února 1943                   | srpen 1943        | Dne 9. září 1943 potopena v La Spezia, aby nebyla ukořistěna. Němci byla vyzvednuta a označena UIT15. Později potopena spojeneckým letectvem. |
| Spigola                 | Tosi        | Typ 1    | 1943          | –                                | –                 | Stavba zrušena 1943. |
| Tritone                 | CRDA        | Typ 1    | 1941          | 3. ledna 1942                    | říjen 1942        | Dne 19. ledna 1943 poblíž Bougie potopena britským torpédoborcem HMS Antelope a kanadskou korvetou HMCS Port Arthur. |
| Vortice                 | CRDA        | Typ 1    | 1942          | 23. února 1943                   | červen 1943       | Od roku 1948 akumulátorová stanice PV1. Od roku 1952 cvičná ponorka Vortice (S502). Vyřazena 1967. |
| Alluminio               | OTO         | Typ 2    | 1942          | –                                | –                 | Dne 9. září 1943 zajata Němci. |
| Antimonio               | OTO         | Typ 2    | 1942          | –                                | –                 | Dne 9. září 1943 zajata Němci. |
| Pietro Calvi (ex Bario) | CRDA / Tosi | Typ 2    | 1943          | 23. ledna 1944 (21. června 1959) | 16. prosince 1961 | Dne 9. září 1943 zajata Němci. Označena UIT7. V letech 1957–1961 modernizována. Vyřazena 1972. |
| Cromo                   | CRDA        | Typ 2    | 1943          | –                                | –                 | Dne 10. září 1943 zajata Němci. |
| Ferro                   | CRDA        | Typ 2    | 1943          | –                                | –                 | Dne 10. září 1943 zajata Němci. Označena UIT12. |
| Fosforo                 | OTO         | Typ 2    | 1942          | –                                | –                 | Dne 9. září 1943 zajata Němci. |
| Litio                   | CRDA        | Typ 2    | 1943          | 19. února 1944                   | –                 | Dne 10. září 1943 zajata Němci. Označena UIT8. |
| Manganese               | OTO         | Typ 2    | 1942          | –                                | –                 | Dne 9. září 1943 zajata Němci. |
| Piombo                  | CRDA        | Typ 2    | 1943          | –                                | –                 | Dne 10. září 1943 zajata Němci. Označena UIT13. |
| Potassio                | CRDA        | Typ 2    | 1943          | –                                | –                 | Dne 10. září 1943 zajata Němci. Označena UIT10. |
| Rame                    | CRDA        | Typ 2    | 1943          | –                                | –                 | Dne 10. září 1943 zajata Němci. Označena UIT11. |
| Silicio                 | OTO         | Typ 2    | 1942          | –                                | –                 | Dne 9. září 1943 zajata Němci. |
| Sodio                   | CRDA        | Typ 2    | 1943          | 16. března 1944                  | –                 | Dne 10. září 1943 zajata Němci. Označena UIT9. |
| Zinco                   | CRDA        | Typ 2    | 1943          | –                                | –                 | Dne 10. září 1943 zajata Němci. Označena UIT14. |
| Zolfo                   | OTO         | Typ 2    | 1942          | –                                | –                 | Dne 9. září 1943 zajata Němci. |

## Konstrukce
Ponorky čtyři příďové a dva záďové 533mm torpédomety se zásobou 12 torpéd. Dále nesly jeden 100mm kanón a dva 20mm kanóny. Pohonný systém tvořily dva diesely Fiat o výkonu 2400 bhp a dva elektromotory CRDA o výkonu 800 bhp, pohánějící dva lodní šrouby. Nejvyšší rychlost dosahovala 16 uzlů na hladině a 8 uzlů pod hladinou. Dosah byl 5400 námořních mil při rychlosti 8 uzlu na hladině a 80 námořních mil při rychlosti 4 uzly pod hladinou. Operační hloubka ponoru dosahovala 80 metrů.

### Modifikace
Druhá série se od první lišila jen velmi málo. Hlavní odlišností byl o metr prodloužený trup.
Ponorky Grongo a Murena byly upraveny pro nesení čtyř vodotěsných kontejnerů pro uložení řiditelných torpéd Maiale.
Vortice byla v letech 1951–1953 modernizována a upravena na cvičnou ponorku. Ponorka byla vybavena radarem a sonarem. Hlavňová výzbroj byla redukována na jeden 20mm kanón a dva 13,2mm kulomety, později zůstaly jen torpédomety. Výtlak dosahoval 905 t na hladině a 1068 t pod hladinou. Pohonný systém měl diesely o výkonu 2400 hp a elektromotory o výkonu 1350 bhp. Nejvyšší rychlost dosahovala 17 uzlů na hladině a 8 uzlů pod hladinou. Dosah byl 12 000 námořních mil při rychlosti 8 uzlů na hladině.
Jugoslávská ponorka Sava byla roku 1960 modernizována. Dostala zcela jinou velitelskou věž, 100mm kanón byl demontován.